# Crkva sv. Sebastijana i toranj gradskog sata u Trogiru
Crkva sv. Sebastijana i toranj gradskog sata u gradiću Trogiru, zaštićeno kulturno dobro.

## Opis dobra
Crkva sv. Sebastijana podignuta je 1476. godine na južnoj strani glavnog gradskog trga kao zavjet građana Trogira sv. Sebastijanu za spas od kuge. Renesansna građevina je djelo Nikole Firentinca, a sjevernim pročeljem okrenuta je trgu dok je polukružna apsida okrenuta jugu. Nad plitko profiliranim okvirom glavnog portala nalazi se postavljena skulptura sv. Sebastijana. Nad pročeljem se uzdiže dvokatni toranj gradskog sata s kupolastim završetkom. Uz južni zid crkve je zidano stubište kojim se iz gradske lože dolazi do tornja sa satom.

## Zaštita
Pod oznakom Z-1408 zavedeni su kao nepokretno kulturno dobro - pojedinačno, pravna statusa zaštićena kulturnog dobra, klasificirano kao "sakralna graditeljska baština".